# Don Rocco Vaquer
Don Rocco Vaquer (Villasor, 1844 – Villasor, 2 novembre 1892) è stato un nobile e politico italiano.
Sindaco del comune di Villasor, è stato ucciso nella notte tra l'1 e il 2 novembre 1892.

## Biografia
Nato da Don Antioco Vaquer e Donna Irene Ligas nel 1844, venne allevato dallo zio Don Michele Vaquer.
Nel 1867 divenne consigliere comunale di Villasor, per poi servire come sindaco dello stesso comune a partire dal 1886.

### L'assassinio[7]
Alle ore 2:00 del 2 novembre 1892, circa dieci individui armati penetrarono il cancello di una casa posta nell'attuale via Vitale Matta, una delle principali arterie stradali del paese. Entrati in una stanza del pianterreno, trovarono il ventenne Giovanni Montis, il figlio maggiore della famiglia. Il giovane venne messo a bocconi a terra e obbligato al silenzio. Lo stesso fu impartito al servo della casa, Erriu. 
Il trambusto causò il risveglio del padre sessagenario, Antonio Montis, che dormiva nella camera contigua insieme alla moglie e al figlio di otto anni. Il padre di famiglia avvisò la nipote Carmelina Tocco, che dormiva in una cameretta a fianco, con cui scappò di soppiatto, attraverso l'orto, verso la chiesa. 

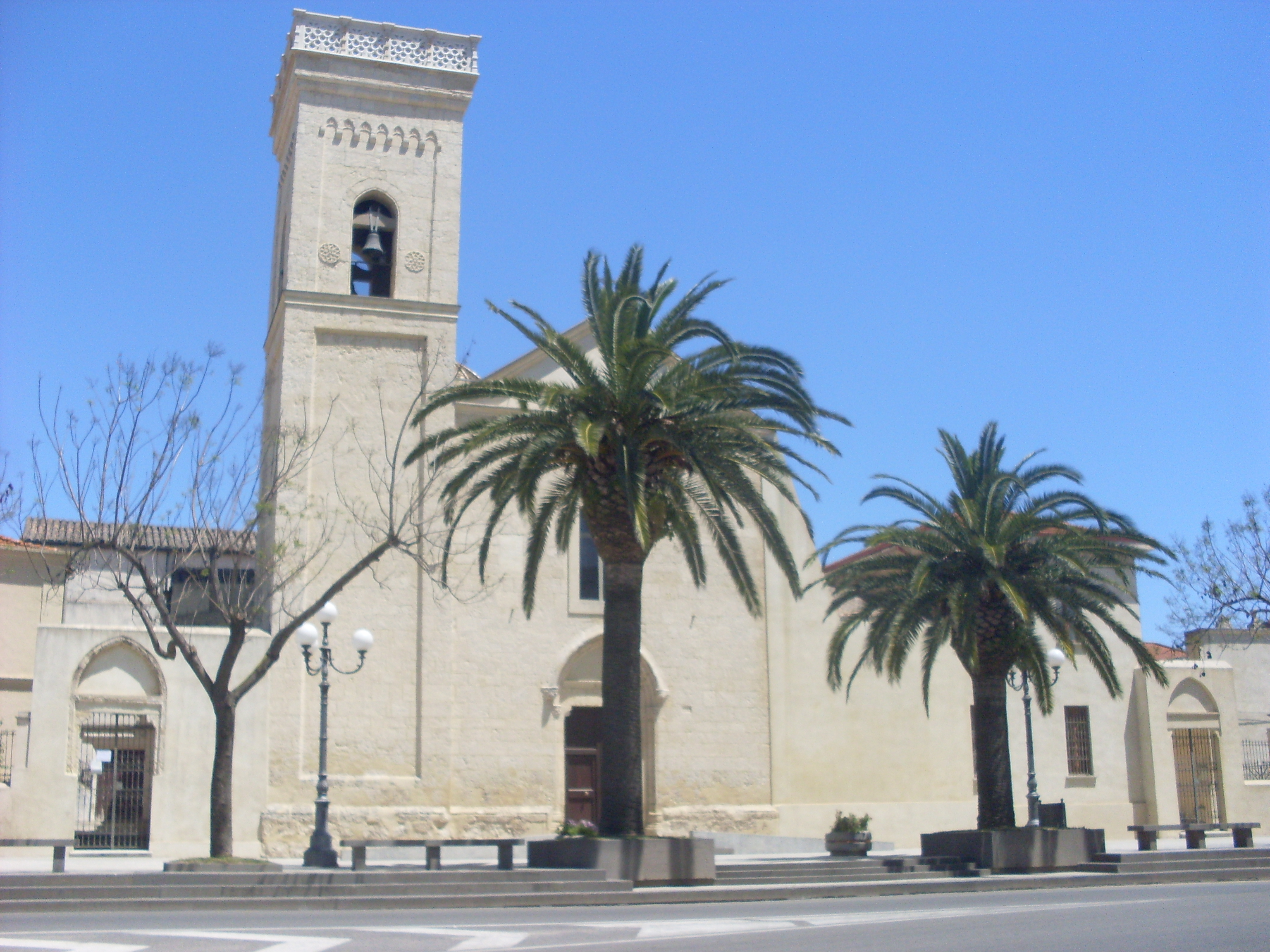
La chiesa di San Biagio, le cui campane vennero suonate la notte del 2 novembre 1892

Mentre i malfattori riuscivano ad entrare nella camera della moglie e del figlio, il padre e la nipote giunsero alla chiesa, dove diedero l'allarme ai concittadini attraverso il campanile. Un certo Caboni, una volta informato dell'accaduto, si diresse alla casa accompagnato dal fabbro ferraio Vargiu. Messo piede nel cortile, Caboni venne preso e legato, lasciando però scampo a Vargiu. 
Il sindaco Vaquer, svegliato dal suono delle campane, incontrò Vargiu nella fuga. Informato degli avvenimenti, si diresse verso la casa armato di doppietta, seguito da Vargiu e da altri cittadini allarmati. 
Giunse a cinque passi dal cancello, quando una voce in dialetto del luogo e con accento benevolo lo invitò ad entrare. Si suppone che Vaquer credette che la banda si fosse dileguata. Fece quattro passi, al quinto gli fu sparato a bruciapelo un colpo di pistola sulla tempia sinistra, uccidendolo. Gli accompagnatori di Vaquer si diedero alla fuga e i ladri, raccolto il bottino, si sparpagliarono, portandosi con sé anche il fucile del sindaco assassinato con cui spararono un colpo in aria.
I carabinieri accinsero ad accorrere alla casa solamente al momento in cui venne sparato il colpo in aria, ossia quando la banda si stava già allontanando. La caserma distava 700 metri dal luogo dell'evento, dando quindi ai ladri tutto il tempo necessario per fuggire.

### L'eredità

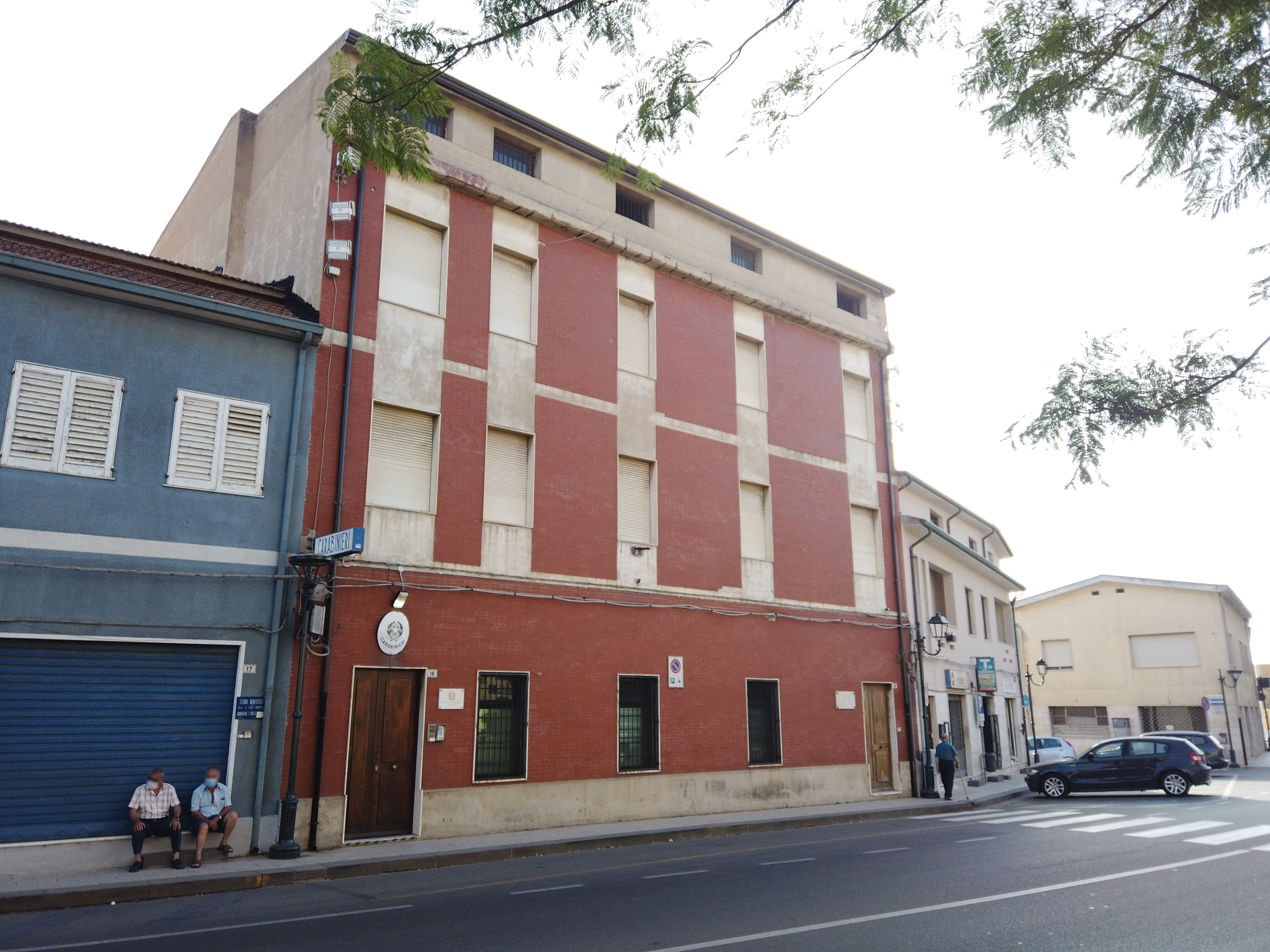
La casa di Don Rocco Vaquer si trovava nella posizione dell'odierna caserma dei Carabinieri di Villasor

L'evento destò grande indignazione nella popolazione, specialmente a causa della tarda risposta da parte dei carabinieri. La caserma dei "Reali Carabinieri" venne aperta pochi anni prima sotto richiesta dello stesso Don Rocco Vaquer. Questa venne resa necessaria dal costante aumento di traffico di minerali tra le neo attivate miniera e stazione ferroviaria.
Prima della sua morte, precisamente nel marzo del 1887, Vaquer scrisse il suo testamento, istituendo come erede universale di tutti i suoi beni immobili il comune di Villasor. La casa di Vaquer, in seguito al decesso della sua ultima fruitrice Paola Pistis, secondo il testamento, sarebbe dovuta essere stata adibita ad uno dei tre seguenti scopi da lui voluti:
- caserma;
- scuola;
- pretura.

Il consiglio comunale del 29 marzo 1900 procedette alla vendita di tutta la sostanza immobiliare costituente l’asse di Vaquer, dividendola in 14 lotti.
In luogo della sua abitazione, venne quindi costruita la nuova caserma dei carabinieri, abbellendo il prospetto alla piazza antistante con rifiniture in stile Liberty, risolvendo definitivamente il problema sollevato dalla popolazione. La caserma rimane attiva ancora oggi di fronte all'attuale piazza Giacomo Matteotti, nonostante non presenti più l'architettura originale.

## Onorificenze

### Altre onorificenze
Sulla parete est dell'attuale caserma dei carabinieri di Villasor è affissa una targa in commemorazione del dono e dell'atto eroico di Vaquer.